# Dystasia nubila
Dystasia nubila är en skalbaggsart som beskrevs av Francis Polkinghorne Pascoe 1886. Dystasia nubila ingår i släktet Dystasia och familjen långhorningar. Inga underarter finns listade i Catalogue of Life.